# Gilchrist Nguema
Gilchrist Nguema (Libreville, 7 agosto 1996) è un calciatore gabonese, difensore dell'US Oyem.

## Carriera

### Nazionale
Ha esordito in nazionale nel 2020; successivamente è stato convocato per la Coppa delle nazioni africane 2021.

## Statistiche

### Cronologia presenze e reti in nazionale
| Cronologia completa delle presenze e delle reti in nazionale ― Gabon | Cronologia completa delle presenze e delle reti in nazionale ― Gabon | Cronologia completa delle presenze e delle reti in nazionale ― Gabon | Cronologia completa delle presenze e delle reti in nazionale ― Gabon | Cronologia completa delle presenze e delle reti in nazionale ― Gabon | Cronologia completa delle presenze e delle reti in nazionale ― Gabon | Cronologia completa delle presenze e delle reti in nazionale ― Gabon | Cronologia completa delle presenze e delle reti in nazionale ― Gabon |
| Data                                                                 | Città                                                                | In casa                                                              | Risultato                                                            | Ospiti                                                               | Competizione                                                         | Reti                                                                 | Note                                                                 |
| -------------------------------------------------------------------- | -------------------------------------------------------------------- | -------------------------------------------------------------------- | -------------------------------------------------------------------- | -------------------------------------------------------------------- | -------------------------------------------------------------------- | -------------------------------------------------------------------- | -------------------------------------------------------------------- |
| 12-11-2020                                                           | Franceville                                                          | Gabon                                                                | 2 – 1                                                                | Gambia                                                               | Qual. Coppa d'Africa 2021                                            | -                                                                    |                                                                      |
| 16-11-2020                                                           | Bakau                                                                | Gambia                                                               | 2 – 1                                                                | Gabon                                                                | Qual. Coppa d'Africa 2021                                            | -                                                                    |                                                                      |
| 25-3-2021                                                            | Libreville                                                           | Gabon                                                                | 3 – 0                                                                | RD del Congo                                                         | Qual. Coppa d'Africa 2021                                            | -                                                                    |                                                                      |
| Totale                                                               |                                                                      | Presenze                                                             | 3                                                                    |                                                                      | Reti                                                                 | 0                                                                    |                                                                      |